# Real: O Plano por Trás da História
Real: O Plano por Trás da História é um longa-metragem brasileiro do gênero drama histórico político. Com a direção de Rodrigo Bittencourt e roteiro de Mikael de Albuquerque, baseado no livro 3.000 Dias no Bunker de Guilherme Fiuza, o filme narra a história da criação do Plano Real. O longa tem como personagem protagonista o economista Gustavo Franco.

## Enredo
Na capital Brasília, em maio de 1993. Logo após uma sequência de planos econômicos que não surtiram efeito, o Brasil é levado à chamada hiperinflação. Uma seleta equipe de economistas é recrutada e protegida em um bunker contra pressões políticas. Eles mergulham na missão de reformar o Brasil. Para tanto, criam e implementam um plano visando reformas econômicas e estabilização da economia, o que viria a ser denominado como o Plano Real.

## Elenco
- Emílio Orciollo Netto como Gustavo Franco
- Bemvindo Sequeira como Itamar Franco
- Norival Rizzo como Fernando Henrique Cardoso
- Tato Gabus Mendes como Pedro Malan
- Mariana Lima como Denise
- Paolla Oliveira como Renata
- Cássia Kis Magro como Valéria
- Guilherme Weber como Pérsio Arida
- Giulio Lopes como Edmar Bacha
- Fernando Eiras como Winston Fritsch
- Carlos Meceni como Clóvis Carvalho
- Thiago Justino como Joubert
- Klebber Toledo como Marcelo
- Juliano Cazarré como Gonçalves
- Anamaria Barreto como Ruth Cardoso
- Ricardo Kosovski como Rubens Ricupero
- Arthur Kohl como José Serra
- Bia Arantes como Luiza
- Blota Filho como Mascarenhas
- Denis Derkian como Serjão
- Wagner Molina como Ministro da Justiça
- Edmilson Barros como Senador Baiano

## Recepção

### Crítica
No Omelete, Marcelo Forlani avaliou com nota 1/5 (ruim) dizendo que o filme "parece uma piada, mas não tem graça, porque é o nosso país e os nossos governantes". Em sua resenha sobre o filme, o crítico Rubens Ewald Filho afirmou que "tratar de política num momento tão confuso e de incredulidade e ainda por cima contar a história com ousadia e coragem, já é uma grande coisa". E  que "se for lição de história, de política, de mau comportamento, de bastidores, ou mais alguma outra coisa importante, sem dúvida o filme interessa e questiona. E polemiza..."

### Cine PE
Em reação à exibição do filme, na 21ª edição do Cine PE, em maio de 2017, oito cineastas anunciaram boicote ao festival, alegando divergências ideológicas.

## Making of
O making of foi produzido por Ivan Teixeira e dirigido por José Paulo Lanyi, com direção de fotografia de Thiago Benatti. Foi veiculado em várias partes pelo canal da Paris Filmes no YouTube e em sites especializados em cinema.